# Debbie Hewitt
Debbie Hewitt és una empresària i administradora esportiva anglesa.
Presidenta de la cadena de restauració The Restaurant Group, es feu famosa internacionalment el 2021 quan va ser triada com a presidenta de la Federació Anglesa de Futbol durant el mes de juny, càrrec que ocuparà a partir de gener del 2022. Hewitt és la primera dona que ocupa aquest càrrec.